# NK Dragovoljac Novo Selo
NK Dragovoljac je bosanskohercegovački nogometni klub iz Novog Sela - Balegovca kod Odžaka.

## Povijest
Klub je osnovan 1985. godine. U sezoni 2014./15. osvojili su prvo mjesto u 2. županijskoj ligi PŽ. U sezoni 2016./17. bili su prvaci 1. županijske lige PŽ.
Trenutačno se natječe u 1. županijskoj ligi PŽ.